# دانشگاه خنت
دانشگاه خنت (به زبان هلندی: Universiteit Gent, به صورت مختصر: UGent) یک دانشگاه هلندی زبان واقع در شهر خنت در کشور بلژیک است. این دانشگاه با حدود ۴۱٬۰۰۰ دانشجو و ۹٬۰۰۰ کارمند بزرگترین دانشگاه فلاندری موجود است. دانشگاه خنت در سال ۲۰۱۴ رتبه ۹۰ دانشگاه‌های جهان در رتبه‌بندی تایمز هایر اجوکیشن و رتبه ۷۰ دانشگاه‌های جهان در رتبه‌بندی شانگهای را کسب کرد.

## دانشکده
- دانشکده هنر و فلسفه
- دانشکده حقوق
- دانشکده علوم
- دانشکده پزشکی و علوم بهداشت
- دانشکده مهندسی و عمران
- دانشکده اقتصاد و مدیریت کسب و کار
- دانشکده دامپزشکی
- دانشکده روان‌شناسی و علوم تربیتی
- دانشکده مهندسی زیست فناوری
- دانشکده علوم دارویی
- دانشکده علوم سیاسی و اجتماعی

## رتبه‌بندی (رنکینگ)
مؤسسه QS که هرساله برترین دانشگاه‌های جهان را اعلام می‌کند این دانشگاه را در رده ۱۳۰ دنیا و دوم بلژیک در سال ۲۰۲۰ رتبه‌بندی کرده‌است. در رتبه‌بندی دانشگاه‌های جهان در سال ۲۰۲۰ که مؤسسه تایمز آن را انجام داده‌است دانشگاه گنت در رتبه ۱۲۳ دنیا قرار دارد.

## دانش‌آموختگان مشهور
- لئوهندریک باکلند (۱۸۶۳–۱۹۴۴), شیمی‌دان
- فرانس کومون (۱۸۶۸–۱۹۴۷), تاریخ‌دان
- درک فریموت (متولد ۱۹۴۱), فیزیک‌دان، فضانورد
- کورنی هیمنس (۱۸۹۲–۱۹۶۸), فیزیولوژیست (برنده جایزه نوبل)
- فریدریش آگوست ککیوله (۱۸۲۹–۱۸۹۶), شیمی‌دان
- ایو لترم (زاده ۱۹۶۰), نخست‌وزیر بلژیک
- سوزان لیلار (۱۹۰۱–۱۹۹۲), فیلسوف، قانون‌دان، مقاله‌نویس، رمان‌نویس
- موریس مترلینک (۱۸۶۲–۱۹۴۹), قانون‌دان، نویسنده (برنده جایزه نوبل)
- آدولف کوتله (۱۷۹۶–۱۸۷۴), آمارشناس
- ژاک روگ (زاده ۱۹۴۲), پزشک، رئیس کمیته بین‌المللی المپیک
- هنری ون دیولده (۱۸۶۳–۱۹۵۷), معمار
- دزیره وان مونکهون (۱۹۳۴–۱۸۸۲), فیزیک‌دان
- گای ورهوفستات (زاده ۱۹۵۳), نخست‌وزیر سابق بلژیک
- اتین ورمیرش (زاده ۱۹۳۴), فیلسوف
- دانیل واروژان (۱۸۸۴–۱۹۱۵), شاعر آمریکایی

## استادان مشهور
- کورنی هیمنس (۱۸۹۲–۱۹۶۸), فیزیولوژیست (برنده جایزه نوبل)
- ژوزف فلات (۱۸۰۱–۱۸۸۳), فیزیک‌دان
- گئورگ دو هوسی (۱۸۸۵–۱۹۶۶), برنده نوبل، شیمی‌دان
- آدولف فون بایر (۱۸۳۵–۱۹۱۷), شیمی‌دان (برنده جایزه نوبل), پژوهش‌گر مهمان
- آروین شرودینگر (۱۸۸۷–۱۹۶۱), فیزیک‌دان (برنده جایزه نوبل), پژوهش‌گر مهمان

## نگارخانه

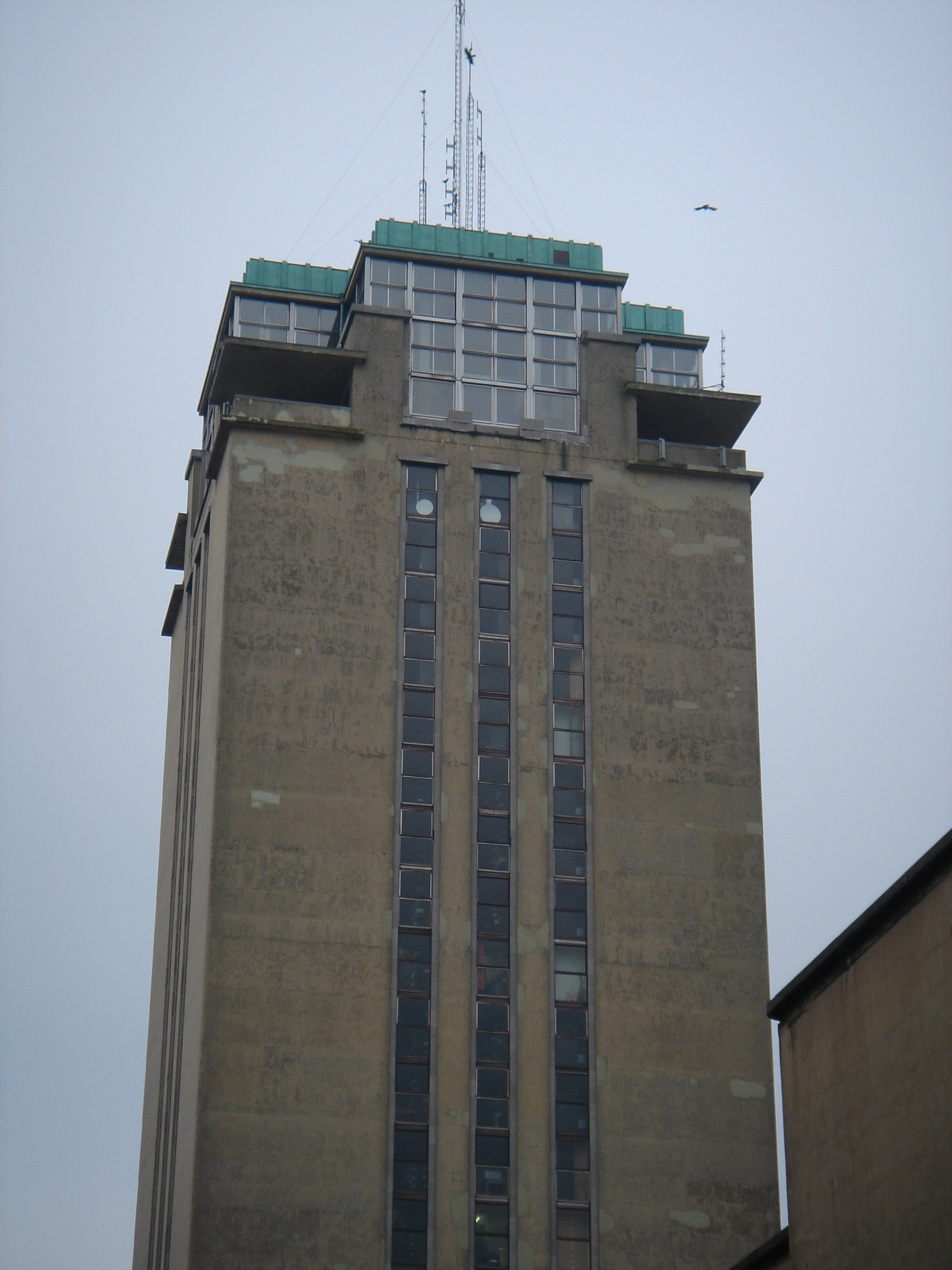
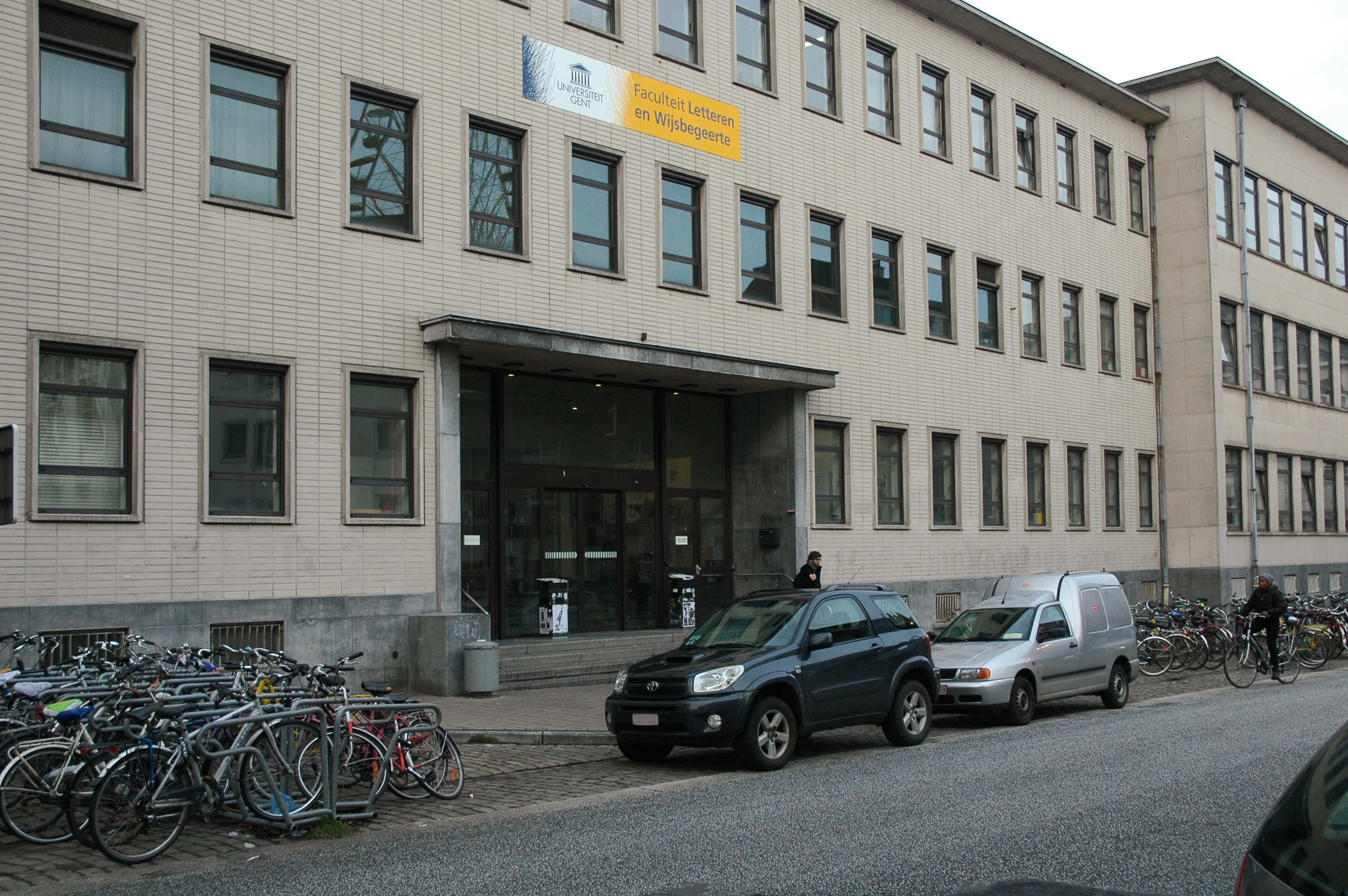
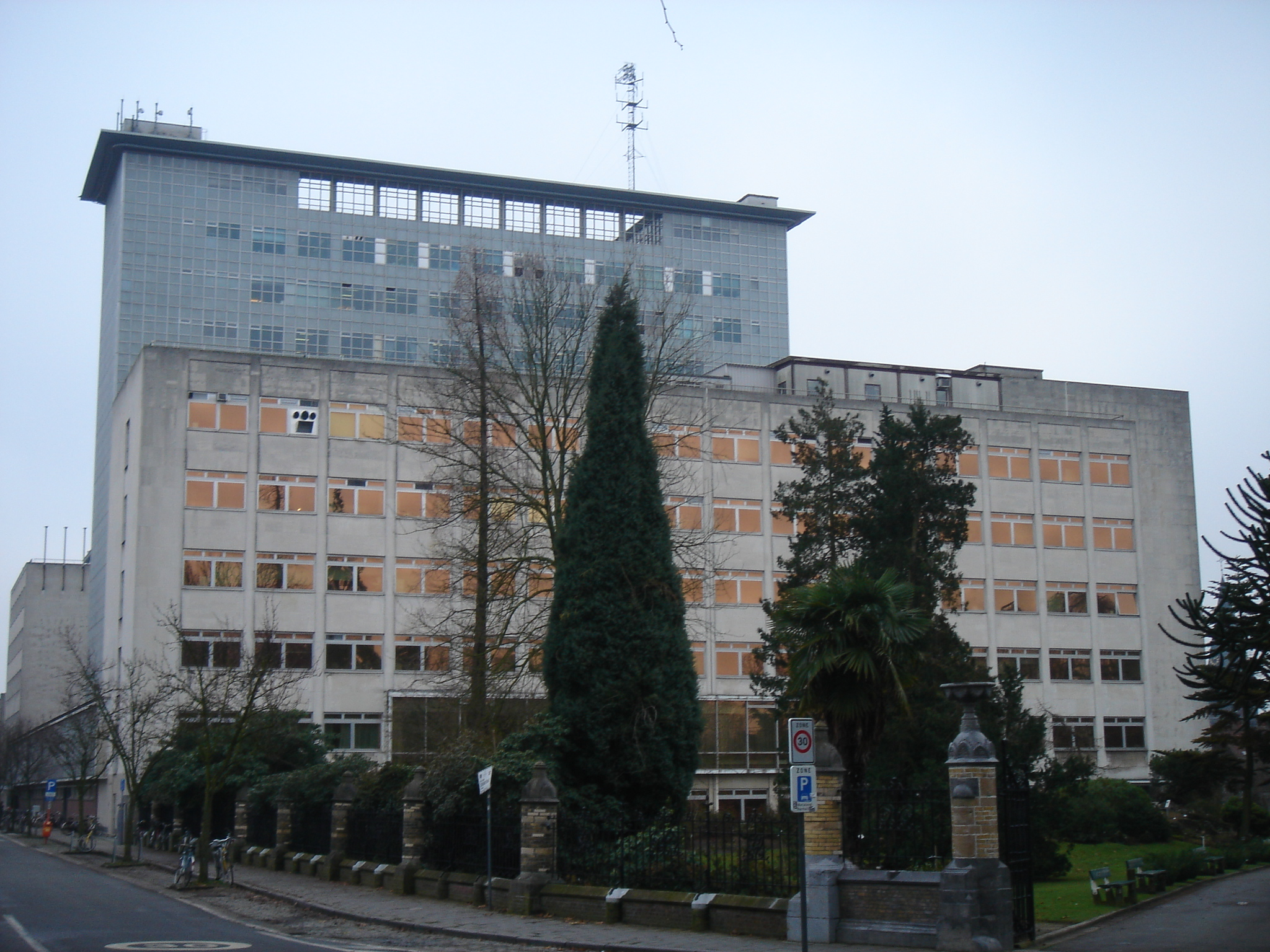